# Jyväskeskus
Le Jyväskeskus est un centre commercial du quartier Keskusta à Jyväskylä en Finlande.

## Présentation
Conçu par l'architecte Olavi Noronen, le Jyväskeskus, ouvre en 1993,
Le batiment a sept étages, dont les trois premiers sont utilisés par le centre commercial.
En termes de locaux et de fréquentation, le Jyväskeskus est le troisième plus grand centre commercial du centre de Jyväskylä, après le Torikeskus et le Forum de Jyväskylä.
L'entrée principale du centre commercial se trouve juste à l'intersection des rues Kauppakatu et Asemakatu, qui est connue sous le nom de Kompassi.

## Boutiques
| Le Jyväskeskus par étage | Le Jyväskeskus par étage |
| ------------------------ | --- |
| 1                        | - Elosen Konditoria - Kangas Center Partti - KappAhl - Kultajousi - McDonald’s - Submarine - Lady Chic - Gift Boutique - RC Jyväskylä |
| 2                        | - Elosen Konditoria - KappAhl - Rosso - UNIK coiffure by K.E.H.R |

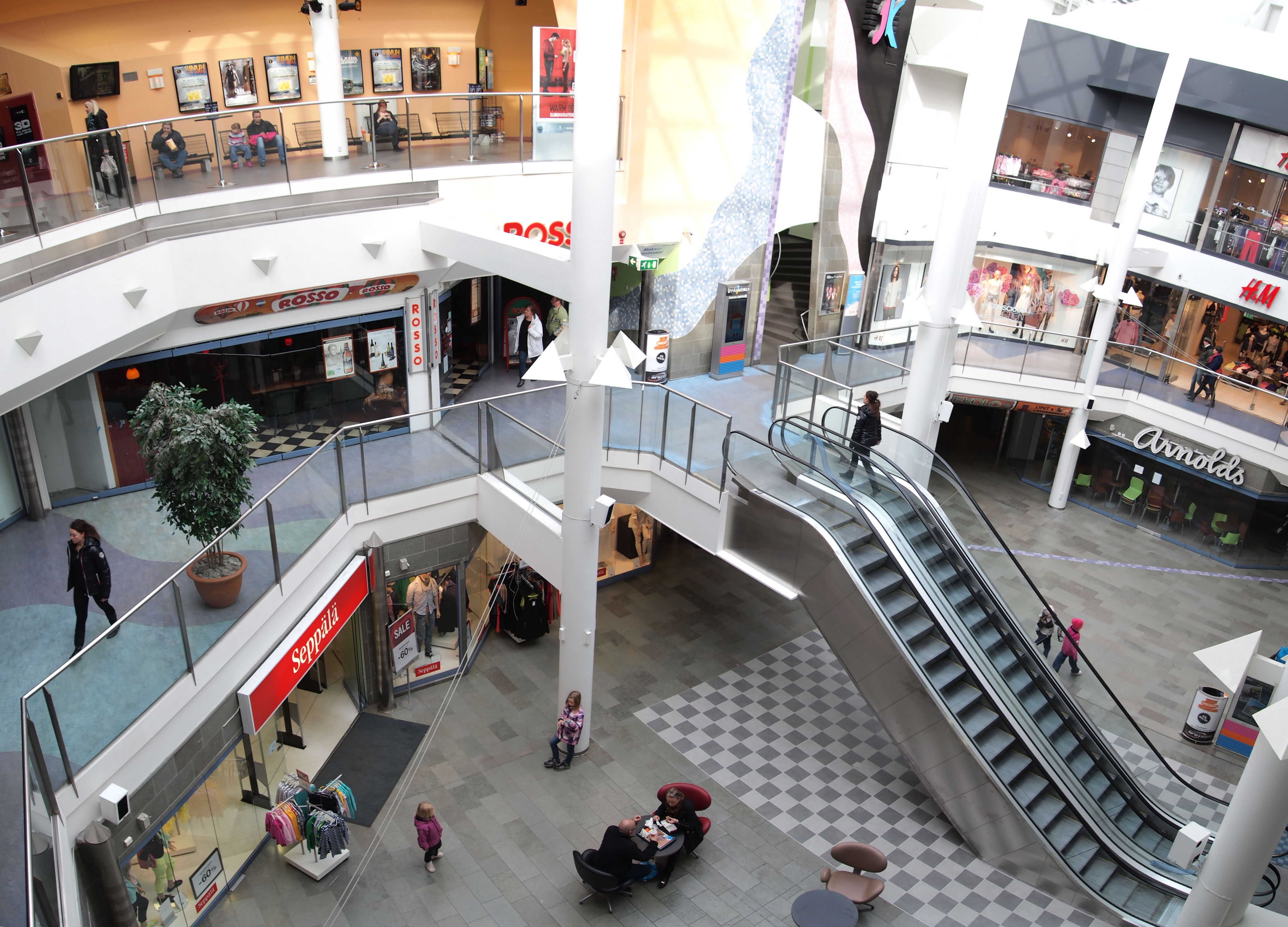
Jyväskeskus.

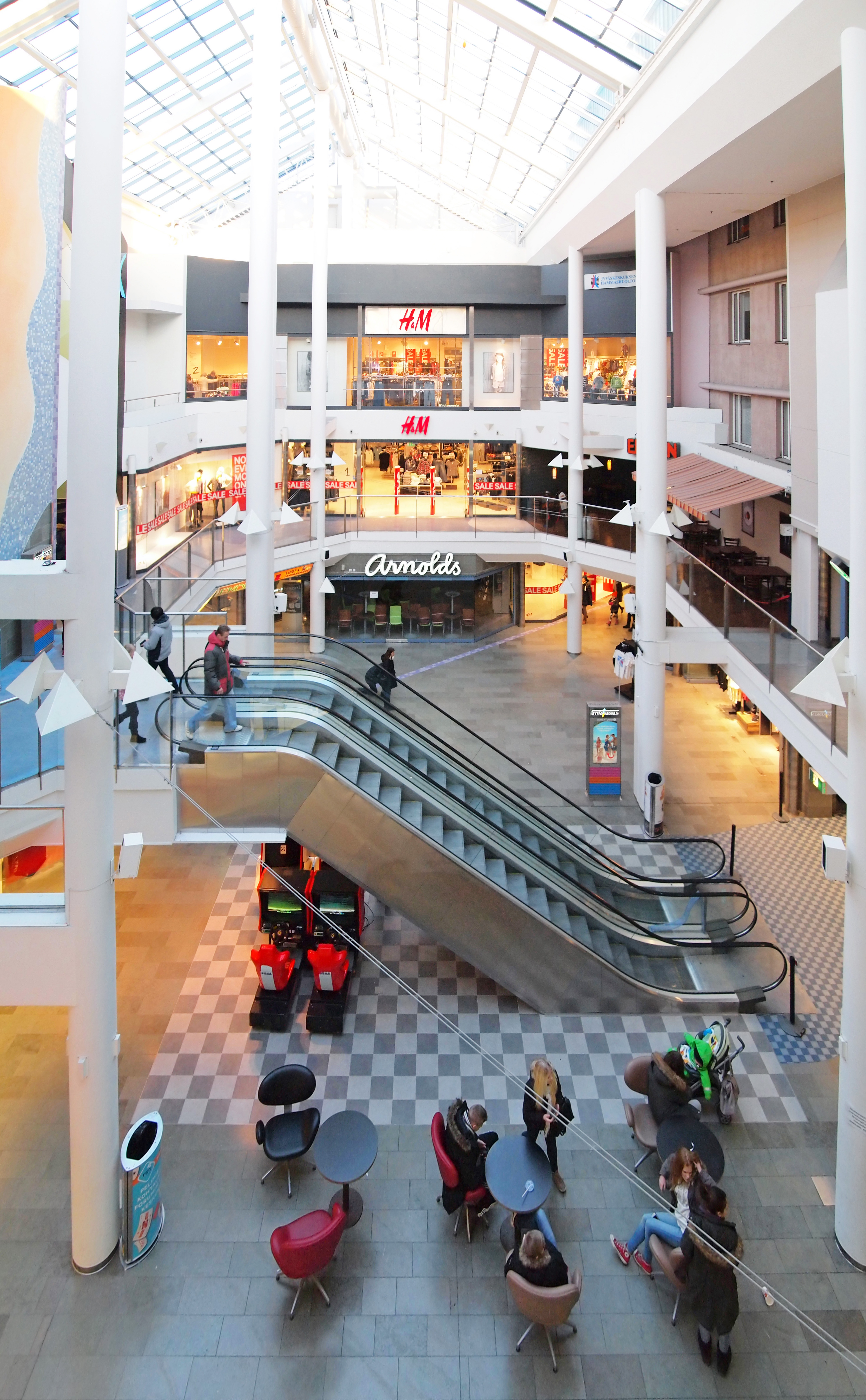
Jyväskeskus.

| 3                        | - Avete Oy / Convention Bureau - Comida Communication Oy - Eventizer Oy - Cinéma Finnkino Fantasia - Jyväskylän Kolmoset Oy - Administration de Jyväskeskus et Forum - Gestion immobilière KMT Tuikka Oy - Agence de publicité I&E - Midinvest Management Oy - Pretax Plan Oy - Tradehouse Mikia Finland Oy |
| 4                        | - Dentiste A. Koskela - JPM Info Oy - Dentiste du Jyväskeskus - Medita Communication Oy - Wall Street Financial Service |
| 5                        | - Competest Oy, Jutacon Oy, Fondia Oy |
| 6                        | - Jyväskylän Elävä Kaupunkikeskusta ry - Psychologue Eija-Leena Valli - Suomen Markkinaidea Oy - Masseur sportif Jussi Paananen |
| 7                        | - PricewaterhouseCoopers Oy - Suomen Markkinamittaus Oy |